# Adair (Iowa)
Adair – miasto w Stanach Zjednoczonych, w stanie Iowa, w hrabstwie Adair. W 2010 liczyło 781 mieszkańców.